# Koningspoort (Suomenlinna)
De Koningspoort (Fins: Kuninkaanportti, Zweeds: Kungsporten) is een poort in het Suomenlinna-fort in de Finse gemeente Helsinki.
De poort werd gebouwd in de jaren 1853-54 als de officiële ingang van de Suomenlinna. De locatie werd gekozen omdat de Zweedse koning Adolf Frederik hier in 1752 landde voor een inspectie van het zeefort. Tijdens de Krimoorlog raakte de poort zwaar beschadigd. De eerste grote renovatie van de poort vond plaats in 1925 voor een bezoek van de Zweedse koninklijke familie aan Finland. De laatste renovatie vond plaats in 1998 voor het 250-jarig jubileum van de Suomenlinna.